# Rhénanie-Palatinat
 (mai 2018).
Si vous disposez d'ouvrages ou d'articles de référence ou si vous connaissez des sites web de qualité traitant du thème abordé ici, merci de compléter l'article en donnant les références utiles à sa vérifiabilité et en les liant à la section « Notes et références ».

Grand sceau.

Logo.

La Rhénanie-Palatinat (en allemand : Rheinland-Pfalz, /ˈʁaɪ̯nlant ˈp͡falt͡s/ ) est l'un des seize États fédérés composant l'Allemagne.
Elle a été créée le 30 août 1946 à partir de la partie nord de la zone française d'occupation et légalement confirmée par un référendum sur le projet de constitution le 18 mai 1947. Le jour de constitution du land est célébré chaque année le 18 mai.
Située à l'ouest du pays, la Rhénanie-Palatinat est frontalière avec trois pays européens et quatre autres länder allemands (depuis le nord et dans le sens des aiguilles d'une montre) la Rhénanie-du-Nord-Westphalie, la Hesse, le Bade-Wurtemberg, la France, la Sarre, le Luxembourg et la Belgique (Région wallonne).

## Géographie

### Site

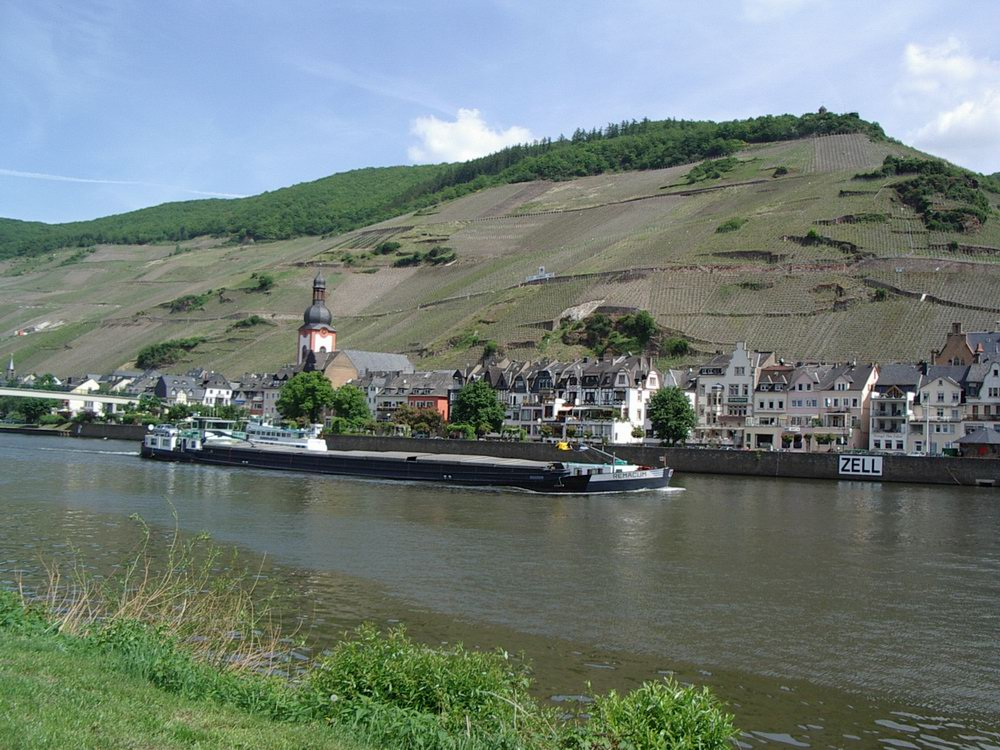
La Moselle dans le massif schisteux rhénan.

Le Land fait partie de la Grande Région. Au nord-ouest et au nord, la Rhénanie-Palatinat appartient au massif schisteux rhénan qui prolonge l’Ardenne. Le Rhin et ses affluents (Moselle, Nahe et Lahn)  divisent la région en quatre parties : Eifel et Hunsrück sur la rive gauche ; Westerwald et Taunus sur la rive droite. Les deux derniers plateaux ne se trouvent que partiellement en Rhénanie-Palatinat. Ces quatre plateaux, entre 400 et 820 mètres d’altitude, sont plutôt rudes, couverts de bois et beaucoup moins peuplés que les vallées.
L’Eifel, le massif le plus étendu, est formée de plusieurs éléments :
- des volcans quaternaires, situés à l'est aux abords du Rhin ;
- les pittoresques maars, lacs occupant des dépressions volcaniques ;
- le tuf, épais de plusieurs mètres et intensivement exploité.

La Hesse rhénane (Rheinhessen) avec les villes de Bingen, Mayence et Worms est bornée à l’ouest par la Nahe et par le Rhin au nord-est. Plus au sud se trouve le Palatinat rhénan, avec la montagne moyenne du Haardt, limité à sa droite par la plaine rhénane, au sud par la Lauter et à l’ouest par le land de Sarre.
Le land de Rhénanie-Palatinat est divisé en 24 arrondissements (en allemand Landkreise - littéralement « cercles ») et 12 villes-arrondissements (kreisfreie Städte - littéralement « villes hors cercles »), 163 communes fusionnées (Verbandsgemeinden), 37 villes non fusionnées (verbandsfreie Städte und Gemeinden) ainsi que 2 257 communes. En 2004, les arrondissements comptaient 3 051 313 habitants et les 12 villes-arrondissements 1 009 792.

### Rivières et lacs

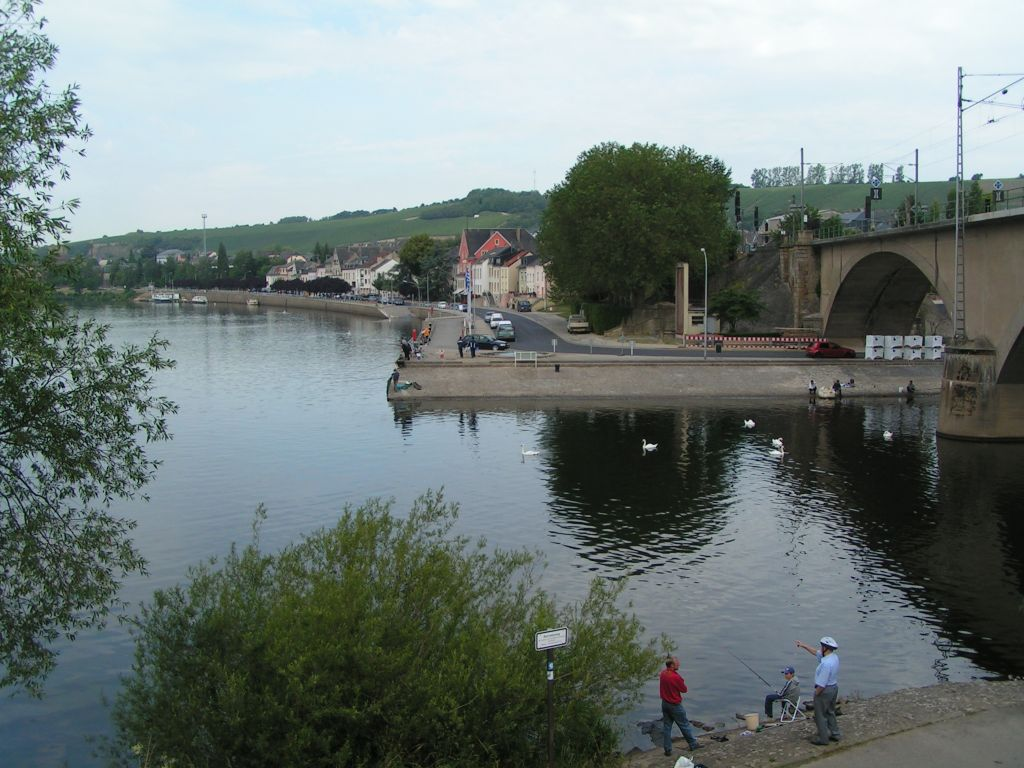
Confluent de la Sûre et de la Moselle entre Wasserbillig (Luxembourg) et Wasserbilligerbrück (Allemagne).

Les voies navigables fédérales Rhin, Moselle, Sarre et Lahn circulent en Rhénanie-Palatinat. D'autres cours d'eau importants sont Nahe, Sûre, Our, Glan et la Sieg que les eaux I. ordre. En raison de leur importance économique, d'autres cours d'eau sont répertoriés comme eaux II. ordre. Ce sont les Lauter, Wieslauter, Wiesbach, Otterbach, Erlenbach, Michelsbach, Pfrimm, Hahnenbach, Simmerbach, Guldenbach, Ellerbach, Ahr, Irsen, Gaybach, Prüm, Enz, Nims, Leukbach, Schwarzbach, Rodalbe, Wallhalbe, Hornbach, Felsalbe, Ruwer, Riveris, Kyll, Oosbach, Salm, Kailbach, Dhron, Kleine Dhron, Lieser, Kleine Kyll, Alf, Üßbach, Flaumbach, Elzbach, Wied, Selz, Nister und Aar. Les autres eaux qui coulent en Rhénanie-Palatinat appartiennent au troisième ordre.
Le plus grand lac est le lac de Laach, le lac d'un volcan dormant. D'autres grands lacs de l'Eifel, qui ont été créés comme des maars des volcans : Meerfelder Maar, Gemündener Maar, Weinfelder Maar, Schalkenmehrener Maar et Pulvermaar.

### Climat
Le bassin de Coblence a la pluviométrie la plus basse de toute l'Allemagne (< 500 mm/an).

## Démographie
Le land compte environ 4,09 millions d'habitants, dont 512 000 étrangers (12,5 %), sur une surface de 19 848 km2 soit une densité de 203 hab./km2,.

## Histoire
La république de Mayence est la première république d'Allemagne d'aujourd'hui fondée après sa séparation du Saint-Empire romain germanique en 1806.
De 1798 à 1815, une grande partie des territoires de l'actuelle Rhénanie-Palatinat, notamment ceux situés sur la rive gauche du Rhin, sont occupés par les armées françaises (à l'exception donc du Westerwald situé sur la rive droite). Ils sont alors associés à la France, sous la forme d'une « république sœur », la République cisrhénane, dont trois des quatre départements qui la composent se situent aujourd'hui dans le Land : « Mont-Tonnerre » (chef-lieu : Mayence), « Rhin-et-Moselle » (chef-lieu : Coblence), et « Sarre » (chef-lieu : Trèves). Ces départements seront ensuite intégrés à la République en 1801.
Sur les conseils de son ministre, par arrêté des Consuls du 3 nivôse an IX (23 décembre 1802), Napoléon rétablit les chambres de commerce supprimées en 1791, et en crée 10 nouvelles, Mayence bénéficiant d'une Chambre.
Le congrès de Vienne rétrocède ces territoires au royaume de Prusse et à celui de Bavière, devenus membres de la nouvelle Confédération germanique créée par les vainqueurs.

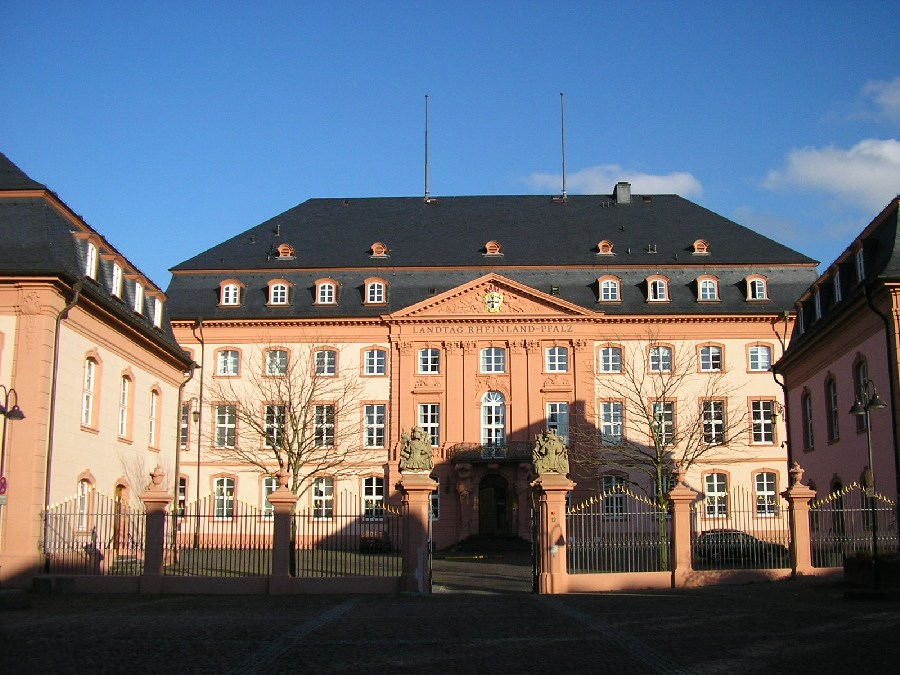
Le Deutschhaus, siège de parlement régional Landtag de Rhénanie-Palatinat à Mayence.

Le Land d'aujourd'hui est une création de l'administration d'occupation française, qui malgré l'opposition d'Adenauer, englobe, par l'ordonnance no 57 en date du 30 août 1946 signée du général Kœnig, dans une même entité : le district du Palatinat auparavant rattaché à la Bavière (tandis que l'arrondissement de Birkenfeld dépendait de l'Oldenbourg), la Hesse rhénane et la partie sud de la Rhénanie prussienne. Certaines communes sont détachées du nouveau land pour intégrer le protectorat de la Sarre.
Cette région subit les conséquences de la fin de la Seconde Guerre mondiale avec de lourdes séquelles de guerre, qui s'ajoutent aux séquelles du développement industriel et agricole. La région subit particulièrement le passage du nuage radioactif de Tchernobyl.

## Subdivisions

### Arrondissements
Les 24 arrondissements (Landkreise) de Rhénanie-Palatinat :
| 1. Ahrweiler (AW) 2. Altenkirchen (AK) 3. Alzey-Worms (AZ) 4. Bad Dürkheim (DÜW) 5. Bad Kreuznach (KH) 6. Bernkastel-Wittlich (WIL) 7. Birkenfeld (BIR) 8. Cochem-Zell (COC) 9. Mont-Tonnerre (Donnersbergkreis) (KIB) 10. Eifel-Bitburg-Prüm (Eifelkreis Bitburg-Prüm) (BIT) 11. Germersheim (GER) 12. Kaiserslautern (KL) | 1. Kusel (KUS) 2. Mayence-Bingen (MZ) 3. Mayen-Coblence (MYK) 4. Neuwied (NR) 5. Rhin-Hunsrück (SIM) 6. Rhin-Lahn (EMS) 7. Rhin-Palatinat (Rhein-Pfalz) (RP) 8. Route-du-Vin-du-Sud (Südliche Weinstraße) (SÜW) 9. Palatinat-Sud-Ouest (Südwestpfalz) (PS) 10. Trèves-Sarrebourg (Trier-Saarburg) (TR) 11. Vulkaneifel (DAU) 12. Westerwald (WW) |

Les 12 villes-arrondissements (kreisfreie Städte) de Rhénanie-Palatinat :
- Coblence (Koblenz)
- Deux-Ponts (Zweibrücken)
- Frankenthal
- Kaiserslautern
- Landau
- Ludwigshafen
- Mayence (Mainz)
- Neustadt an der Weinstraße
- Pirmasens
- Spire (Speyer)
- Trèves (Trier)
- Worms

### Autres villes
- Andernach
- Bad Kreuznach
- Bad Neuenahr-Ahrweiler
- Bingen
- Boppard
- Cochem
- Germersheim
- Idar-Oberstein
- Ingelheim
- Lahnstein
- Neuwied
- Prüm
- Ramstein-Miesenbach
- Sankt Goar
- Saarburg

## Politique

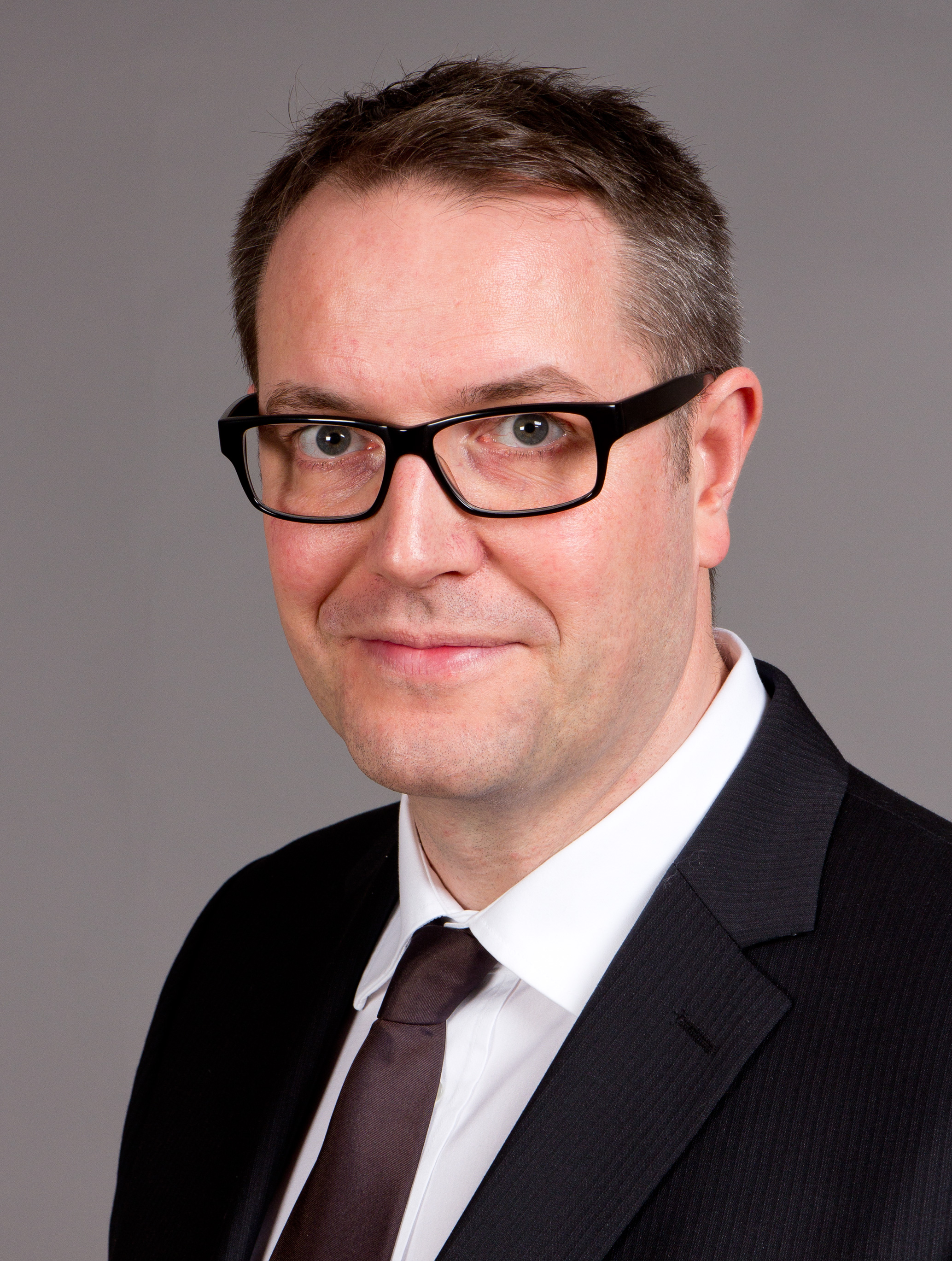
Alexander Schweitzer, ministre-président du Land depuis 2024.

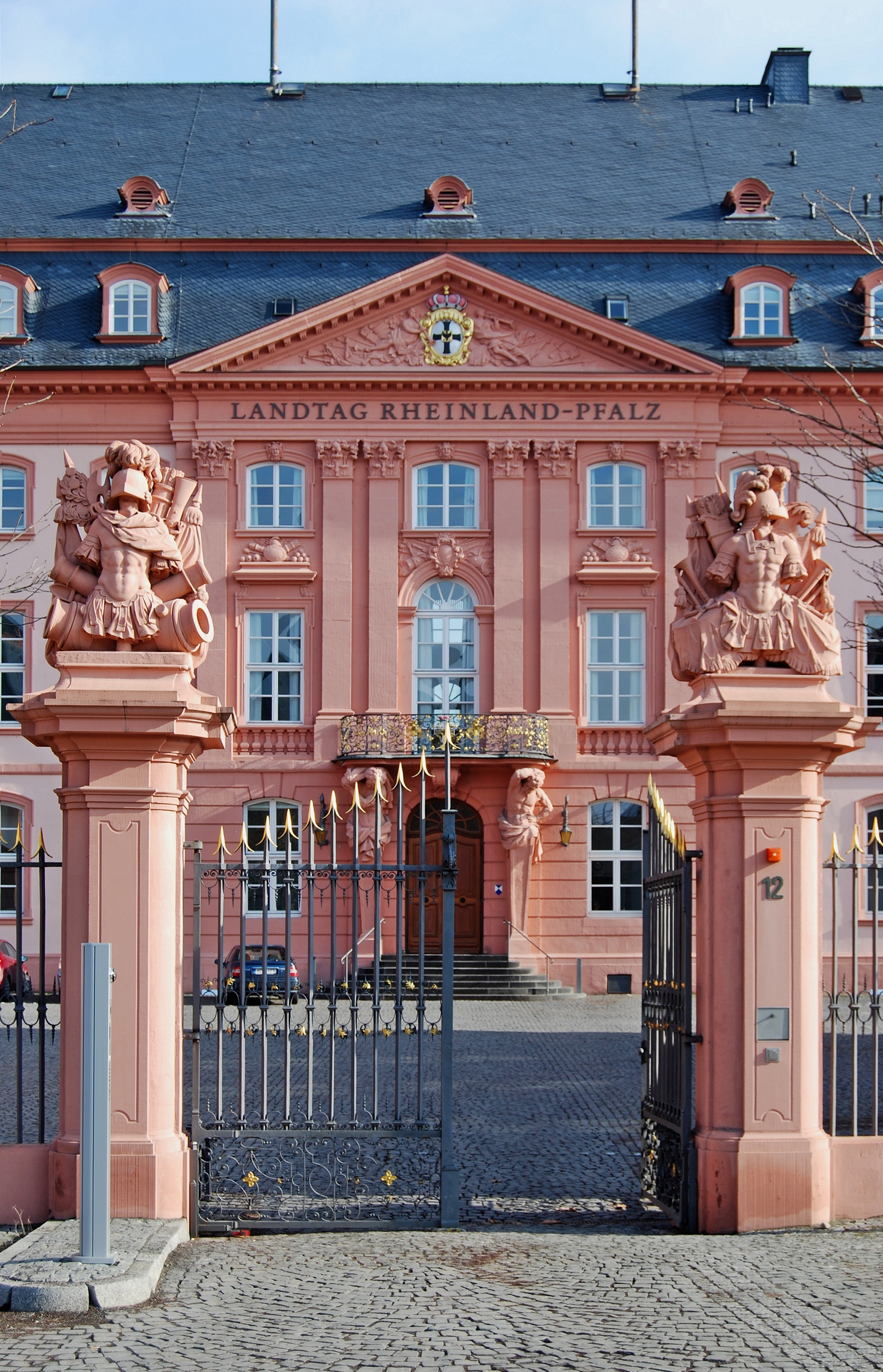
L'entrée du Landtag, à Mayence.

Le Land de Rhénanie-Palatinat a été créé par les autorités françaises d'occupation en 1946, par la réunion du Sud de la Rhénanie prussienne, de la Hesse rhénane et du Palatinat rhénan. La capitale régionale, un temps établie à Coblence, est localisée à Mayence, où siège également la Zweites Deutsches Fernsehen (ZDF), la deuxième chaîne publique fédérale.
La Constitution régionale (Verfassung für Rheinland-Pfalz) a été approuvée en 1947. Comme dans les autres Länder et au niveau fédéral, elle met en place un régime parlementaire dans lequel le parlement régional, appelé Landtag, élu pour cinq ans depuis 1991, investit et contrôle l'action du ministre-président (Ministerpräsident) et du gouvernement régional (Landesregierung).
L'actuel gouvernement est le cabinet Schweitzer, formé le 10 juillet 2024 par Alexander Schweitzer à la suite de la démission de la ministre-présidente sortante Malu Dreyer. Il est soutenu par une coalition en feu tricolore entre le Parti social-démocrate d'Allemagne (SPD), le Parti libéral-démocrate (FDP) et l'Alliance 90 / Les Verts (Grünen), qui dispose de 52 députés sur 101 au Landtag.

### Histoire politique

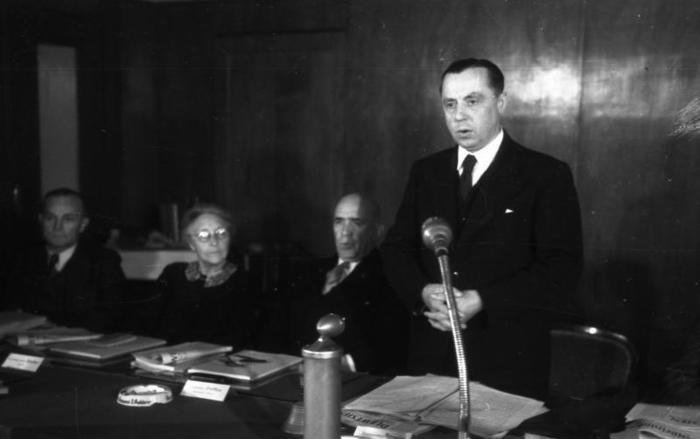
Peter Altmeier, Ministre-président de 1947 à 1969.

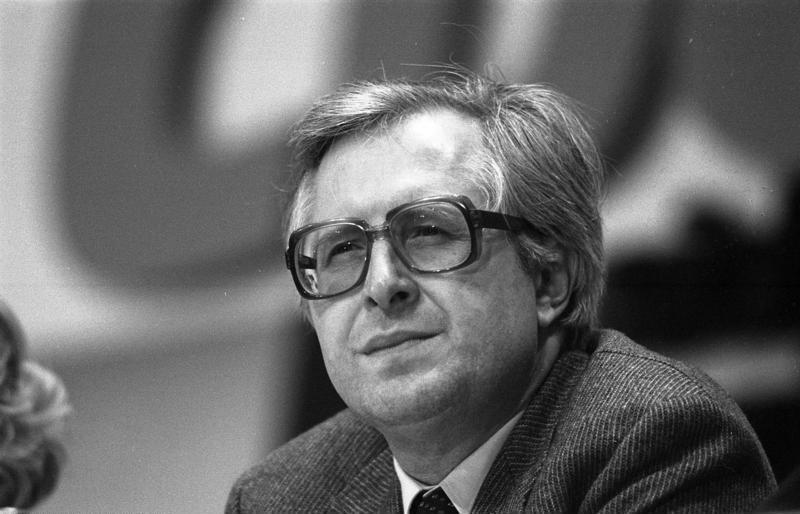
Bernhard Vogel (1981) comme Premier ministre de Rhénanie-Palatinat

Aujourd'hui fief du Parti social-démocrate d'Allemagne (SPD), la Rhénanie-Palatinat a été, de 1947 à 1991, soit pendant près de quarante-cinq ans, un bastion de l'Union chrétienne-démocrate d'Allemagne (CDU). Le land a joui d'une extraordinaire stabilité politique, comme en témoigne le record de longévité consécutive à la tête d'un gouvernement régional établi par le chrétien-démocrate Peter Altmeier, ministre-président de 1947 à 1969 à la tête d'une coalition noire-jaune, et ce alors même qu'il a bénéficié de la majorité absolue pour la seule CDU entre 1955 et 1963. En 1969, le futur chancelier Helmut Kohl, surnommé « le géant noir du Palatinat », en raison de sa taille, de la couleur de son parti et de son origine, prend la succession d'Altmeier. Il retrouve la majorité absolue deux ans plus tard, et obtient, lors des élections de 1975, le meilleur résultat pour un parti dans le land avec 53,9 % des voix.
Kohl quitte un an plus tard la Rhénanie-Palatinat pour entrer en politique fédérale et cède son poste au ministre de l'Éducation, Bernhard Vogel, qui maintient facilement la domination de la CDU aux élections de 1979 et 1983. En 1987, il est contraint de s'allier avec le Parti libéral-démocrate (FDP) dans une coalition noire-jaune, avant de renoncer à la direction du gouvernement un an plus tard, victime d'une intrigue interne à la fédération chrétienne-démocrate. Son remplaçant, le vice-ministre-président Carl-Ludwig Wagner, reste le dernier chrétien-démocrate à avoir gouverné le land : il est en effet battu en 1991 par le social-démocrate Rudolf Scharping, qui obtient le pouvoir après avoir dépassé, pour la première fois depuis 1947, la CDU aux élections régionales et formé une coalition sociale-libérale avec le FDP. Scharping rejoint trois ans plus tard la politique fédérale et cède la place à Kurt Beck, qui maintient l'alliance avec le FDP après les élections de 1996 et 2001, ce qui en fait un cas unique en Allemagne.
Le SPD remporte finalement la majorité absolue des sièges aux élections régionales de 2006, et gouverne seul, à la suite du refus du FDP de poursuivre la coalition. Aux élections de 2011, les sociaux-démocrates reculent fortement et ne conservent qu'un siège d'avance sur les chrétiens-démocrates. Beck constitue alors une coalition avec l'Alliance 90 / Les Verts, qui réalise une percée avec plus de 15 % des voix.
Affaibli par un scandale financier lié au complexe automobile du Nürburgring, le ministre-président annonce, en septembre 2012, sa démission prochaine. Il est remplacé, en janvier 2013, par Malu Dreyer, ministre du Travail, première femme à prendre la tête du Land.
Aux élections de 2016, les sociaux-démocrates de Malu Dreyer obtiennent 36,2 % des voix, suivis par l'Union chrétienne-démocrate de Julia Klöckner (31,8 %). Le parti d'extrême-droite de l'Afd reçoit 12,57 % des voix. Elle parvient jusqu'à sa démission en 2024 à pérenniser sa coalition en feu tricolore.
Sur les neuf ministre-présidents du Land, quatre ont accompli un mandat supérieur à dix ans, une stabilité sans équivalent dans le reste de l'Allemagne.

### Blasonnement
Le land de Rhénanie-Palatinat est de création récente et ne prend pas la succession d'une entité politique plus ancienne. Il ne dispose donc pas d'armes « historiques », comme sa voisine la Hesse. Ses armes ont été composées au milieu du xxe siècle en s'appuyant sur une particularité unique du Land. Trois électeurs en effet de l'empereur germanique étaient établis sur son territoire : les deux princes-archevêques électeurs de Trèves et de Mayence et le comte palatin du Rhin, électeur laïc qui donne son double nom au Land.
| Blason | Blasonnement : Tiercé en chape (ou en mantel), au premier d'argent à la croix de gueules (archevêque de Trêves), au second de gueules à la roue de six rayons d'argent (archevêque de Mayence) et au troisième de sable au lion d'or armé, lampassé et couronné de gueules (Palatinat du Rhin). Le blason est surmonté d'une couronne à fleurons. |

## Enseignement

### Universités
L'université Johannes-Gutenberg de Mayence est une université publique allemande localisée dans la ville de Mayence. Fondée en 1477 par Thierry d'Isembourg, archevêque de Mayence, elle doit son nom à Johannes Gutenberg, inventeur de l'imprimerie.
Il y a trois autres universités en Rhénanie-Palatinat : l'université de Coblence-Landau, l'université de Kaiserslautern-Landau et l'université de Trèves. Les universités de sciences appliquées sont l'université de sciences appliquées de Kaiserslautern (en) et l'université de sciences appliquées de Mayence, l'université de sciences appliquées de Bingen, l'université de sciences appliquées de Coblence (en), l'université de sciences appliquées de Ludwigshafen (en), l'université catholique de sciences appliquées de Mayence, l'université allemande des sciences politiques de Spire (en), l'université des sciences appliquées de Trèves, et enfin l'université de sciences appliquées de Worms.

## Économie
En Allemagne, la Rhénanie-Palatinat représente principalement le vin et le vin mousseux, bien que la part de l'industrie dans la production économique soit supérieure à la moyenne nationale. Avec un taux d'exportation d'environ 46 pour cent, le pays est l'un des premiers États allemands. Les petites et moyennes entreprises constituent une pierre angulaire de l'économie, à côté du commerce extérieur et de l'industrie. Le tourisme joue également un rôle important. Par rapport au produit intérieur brut de l'UE exprimé en standards de pouvoir d'achat, la Rhénanie-Palatinat a atteint un indice de 112,0 en 2014 (UE-28 : 100,0).
Avec 4,6% (janvier 2019), le taux de chômage est le plus bas de la République fédérale d'Allemagne après le Bade-Wurtemberg (3,3% (janvier 2019)) et la Bavière (3,3% (janvier 2019)).
En 2014, le produit intérieur brut de la Rhénanie-Palatinat s'élevait à environ 127,6 milliards d'euros.
En 2023, la surface agricole utile est décrite comme suit :
- Terres labourables : 403 300 hectares.
- Prés (prairies) : 314 100 hectares
- Vignes : 65 000 hectares
- Forêts : 850 400 hectares
- plans d'eau : 28 600 hectares

### Agroalimentaire
Essentiellement formée de moyennes montagnes, cette région, jadis très pauvre pour l'agriculture, a fait d'énormes progrès depuis 1945, avec la restructuration agricole et l'industrialisation. Le changement structurel dans l'agriculture se poursuit entre 2012 et 2022, le nombre d'exploitations agricoles a diminué d'un cinquième. Dans le cadre de l'évolution structurelle, on constate un net recul du nombre d'exploitations. Recul important du nombre de petites exploitations et, parallèlement, une augmentation du nombre d'exploitations de plus de 20 hectares.
On observe une augmentation du nombre d'exploitations d'au moins 200 hectares. La taille moyenne des exploitations est passée à 45 hectares en 2022. L'élevage, source de revenus importante, est en recul en Rhénanie-Palatinat depuis des décennies. Ainsi, moins d'un pour cent des porcs allemands sont élevés en Rhénanie-Palatinat.
Près de la moitié (54 pour cent) des propriétaires d'exploitations agricoles sont âgés de plus de 60 ans. Seuls 17 pour cent des propriétaires sont moins de 45 ans.

#### Viticulture

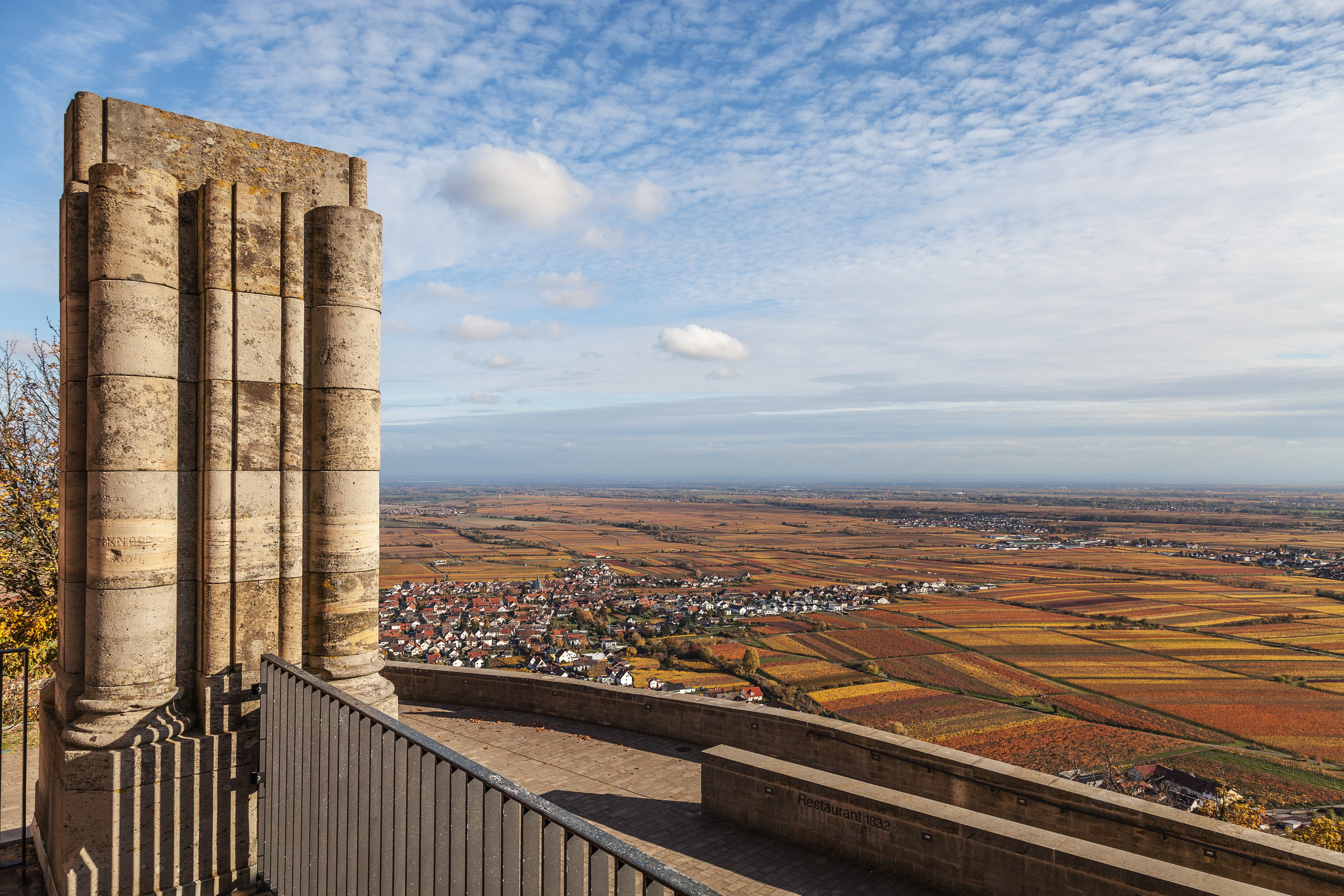
L'automne sur une région viticole de Rhénanie-Palatinat, vue depuis le château de Hambach. Novembre 2020.

La Rhénanie-Palatinat comporte six des treize régions viticoles d'Allemagne : des Ahr, le Rhin moyen, Mosel, Nahe, la Hesse rhénane et le Palatinat. La surface viticole de Rhénanie-Palatinat est d'environ 63 995 ha (juillet 2009) vers 98 600 ha viticulture en Allemagne. Les cépages blancs sont les plus cultivés (environ 44 364 ha), par ordre décroissant : riesling (16 291 ha), müller-thurgau (alias rivaner), sylvaner, kerner, scheurebe, pinot blanc, bacchus, pinot gris (ruländer), faberrebe, huxelrebe, ortega, chardonnay, morio-muskat, elbling, gewurztraminer, reichensteiner, ehrenfelser. Les cépages rouges (environ 19 631 ha) sont, par ordre : dornfelder (7 348 ha), pinot noir (3 909 ha), portugais bleu (3 860 ha), regent, saint laurent, dunkelfelder, merlot, pinot meunier, cabernet sauvignon, heroldrebe, pinot noir précoce, cabernet mitos, acolon, cabernet Dorsa, domina.

### Industrie
Les branches importantes sont :
- l'industrie chimique : BASF à Ludwigshafen (le plus grand employeur de la ville) ;
- l'industrie pharmaceutique Boehringer-Ingelheim Pharmaceuticals, BioNTech ;
- la construction mécanique et de véhicule : Daimler-usine à Wörth (le plus grand producteur de camions d'Europe), usine Opel à Kaiserslautern, Stabilus (leader mondial en fabrication d'amortisseur), Schottel (construction mécanique de navire) ;
- dans l'industrie alimentaire, on trouve les Griesson - de Beukelaer (pâtisserie, revendue par le groupe Danone en 2007) ;
- on compte aussi les producteurs de boissons Bitburger (brasserie), Koblenzer Brauerei et Gerolsteiner (eau minérale).

Les caves à vin mousseux sont aussi importantes : Kupferberg et Goldhand (Mayence), Deinhard (Coblence), Schloss Wachenheim, Faber (Trèves), Kurpfalz (Spire) ainsi que beaucoup de producteurs moyens du vin champagnisé de viticulteur (récoltant manipulant ou récoltant coopérateur).
Sur l'Eifel, on cultive (à taille réduite) des céréales, des cultures sarclées et fourragères.
La vallée de la Moselle est réputée pour son vignoble. Les meilleurs crus se localisent dans la partie centrale.
À l'est de la Moselle se trouve le Hunsrück qui est similaire à l'Eifel. L'industrie rurale y est plus répandue et l'influence protestante est plus forte.
Le Westerwald forme l'essentiel du Land. Elle comporte : mines, bois, industrie et tourisme. Le Palatinat rhénan, en partie protestant, est la zone la plus industrialisée. Ludwigshafen est la ville industrielle (chimie) la plus importante du Land.

## Infrastructures

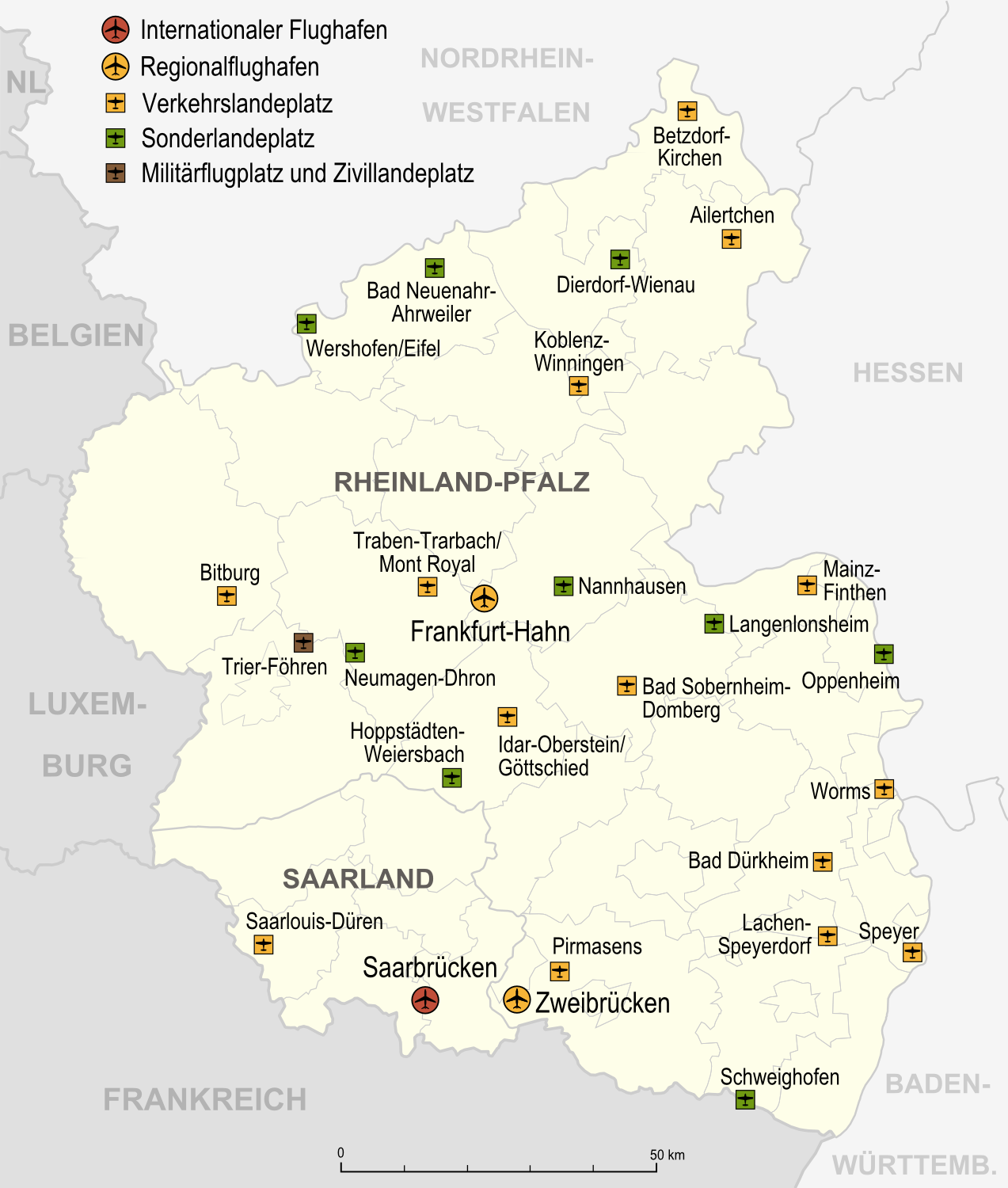
Carte des aéroports et sites d'atterrissage en Rhénanie-Palatinat et en Sarre.

### Transport aérien
Le plus grand aéroport de Rhénanie-Palatinat est l'aéroport de Francfort-Hahn, situé dans la région du Hunsrück, non loin de la commune de Hahn. À ne pas confondre avec l'aéroport de Francfort-sur-le-Main, qui se trouve à environ 100 kilomètres de là. Il a été converti d'un aérodrome militaire américain en aéroport civil en 1993. En trafic passagers, l'“aéroport à bas prix” est principalement desservi par différentes compagnies aériennes à bas prix, en particulier Ryanair. Les liaisons routières et ferroviaires vers l'aéroport doivent encore être étendues : la B 50 est actuellement[Quand ?] étendue à quatre voies. La remise en service de la ligne ferroviaire de Hunsrück devrait être achevée en 2014. Le deuxième aéroport avec des liaisons régulières, également internationales, était l'aérodrome de Zweibrücken, qui a émergé de la base aérienne de Zweibrücken, utilisée par les forces aériennes alliées (Aviation royale du Canada 1953-1969, Aviation des États-Unis 1969-1991) de 1953 à 1991[44] Le 3 novembre 2014, le trafic commercial régulier a cessé à cet endroit[45].
De plus petits aérodromes sont situés à Ailertchen, Bitburg, Koblenz-Winningen, Lachen-Speyerdorf, Mainz-Finthen, Pirmasens, Speyer, Trier-Föhren et Worms.
Entre 2016 et novembre 2018, environ 590 tonnes de kérosène ont été rejetées via la Rhénanie-Palatinat.

### Transport routier
Du nord au sud, les autoroutes fédérales 1, 3, 60, 61, 62, 63 et 65 passent par les autoroutes A 6, A 8, A 48, A 64, A 602 et A 650 d'ouest en est, et environ 861 km d'autoroute traversent la Rhénanie-Palatinat. Le pont « Moseltal », passage de l'A 61 sur la Moselle, était le pont autoroutier le plus haut d'Europe à l'époque de sa construction. Dans la vallée du Rhin moyen, une traversée du Rhin sur le pont du Rhin moyen entre St. Goar et St. Goarshausen était prévue. Lors des négociations de coalition après les élections de 2011, le SPD et les Verts se sont mis d'accord pour ne pas construire le projet « Mittelrheinbrücke » pour le moment, tandis que le grand pont, connu sous le nom de Hochmosel crossing, est en construction. Le plus long tunnel routier à 1 540 m d'altitude est le Malbergtunnel près de Bad Ems.
Les transports publics locaux sont divisés en six associations de transport. Il s'agit des réseaux Karlsruhe, Rhein-Main, Rhein-Mosel, Rhein-Nahe, Rhein-Neckar et de la région de Trèves.
voir aussi : Liste des ponts sur le Rhin et Liste des ponts sur la Moselle.

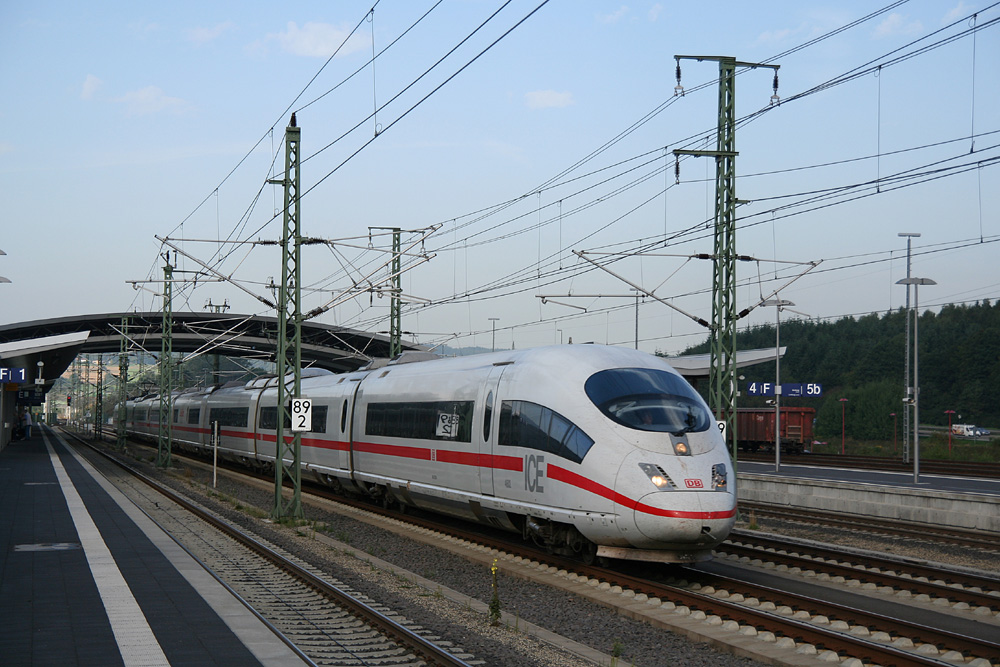
Une ICE 3 passe sans arrêt par la gare de Montabaur dans le Westerwald.

### Transport ferroviaire
Les gares les plus importantes pour le transport ferroviaire de voyageurs sur de longues distances sont la gare centrale de Mayence, la gare centrale de Coblence, la gare centrale de Ludwigshafen (Rhin), la gare de Montabaur, Neustadt an der Weinstraße, la gare centrale de Trier et la gare centrale de Kaiserslautern. Les principales lignes ferroviaires le long du Rhin sont les lignes droite et gauche du Rhin et la ligne Mainz-Mannheim. La ligne Moselle est située sur la Moselle et la ligne à grande vitesse Cologne-Rhine/Main, achevée en 2004, traverse le Westerwald. La liaison entre le centre de l'Allemagne et Paris via Mannheim, Kaiserslautern et Sarrebruck traverse la forêt palatine avec la ligne ferroviaire Mannheim-Saarbrücken. Le plus long tunnel ferroviaire, de 4 205 m, est le tunnel Kaiser Wilhelm près de Cochem.
Selon un porte-parole des chemins de fer, l'extension du réseau de transport de marchandises à longue distance a bénéficié d'un financement fédéral de 48 millions d'euros pour le Mainzer Nordkopf. L'augmentation de capacité est également nécessaire car le tunnel de base du Saint-Gothard a été ouvert en Suisse en 2016 et le transport de marchandises entre la mer du Nord et la Méditerranée (et donc entre la Rhénanie et la Palestine) va presque doubler pour atteindre 40 millions de tonnes. La planification d'un nouvel itinéraire de construction pour le trafic de fret ferroviaire afin d'alléger la charge sur l'axe Rhin-Vallée du Rhin Rhin-Main-Cargo est encore dans une phase d'évaluation précoce en 2012.

### Réseau des voies navigables et ports

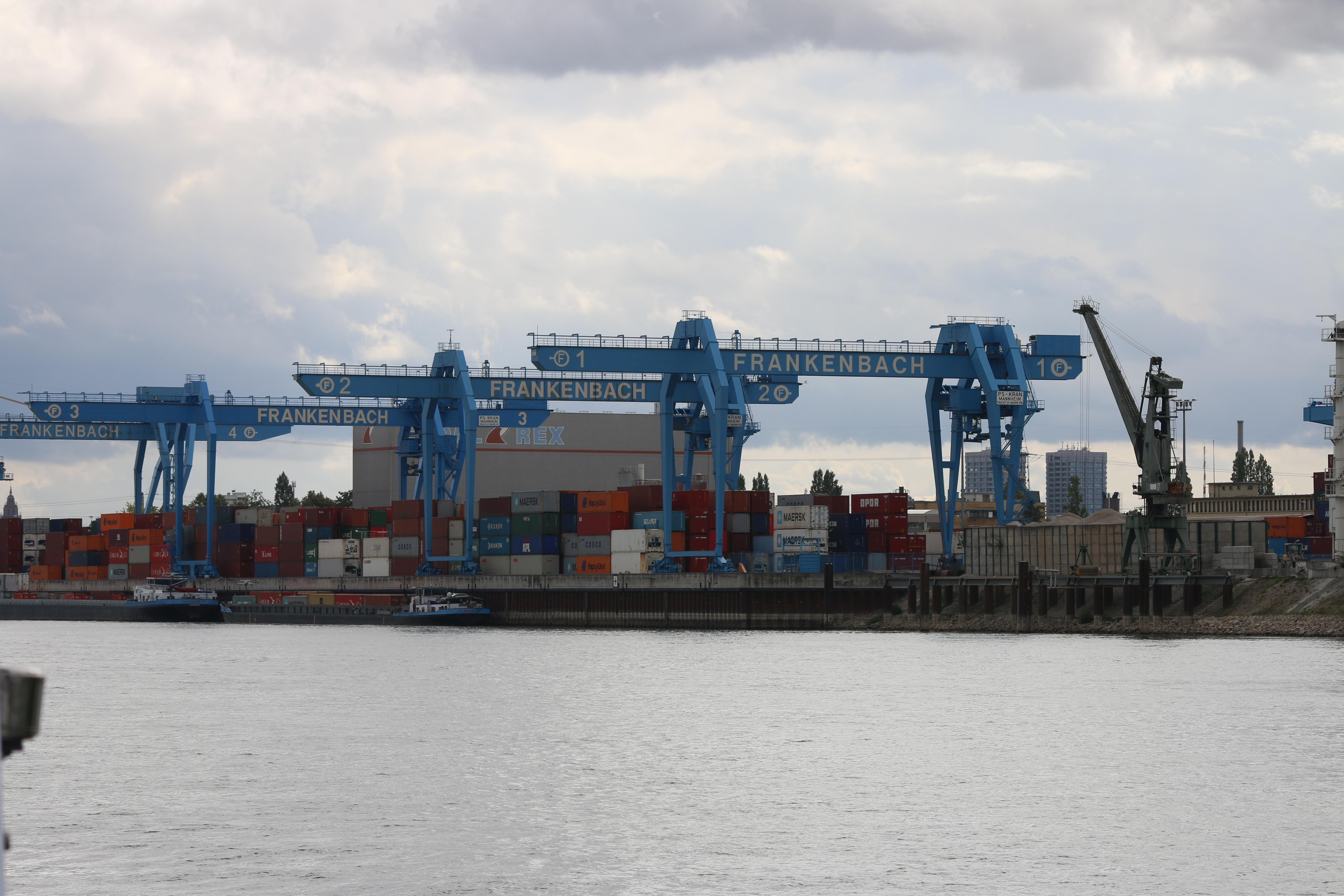
Mayence : terminal à conteneurs dans le port douanier et fluvial.

Le Rhin est la voie navigable la plus importante de Rhénanie-Palatinat. En outre, seules la Moselle, depuis sa canalisation en 1958-1964, et la Sarre sont importantes pour la navigation à passagers et le transport maritime. Le Lahn est navigable dans ses tronçons moyen et inférieur, mais il est presque exclusivement utilisé pour le tourisme.
Le port rhénan de Ludwigshafen est le port public le plus grand et le plus efficace de Rhénanie-Palatinat et l'un des ports intérieurs les plus importants d'Allemagne. Il couvre une superficie de plus de 150 ha et a traité 7,1 millions de tonnes de marchandises en 2005. Le terminal à conteneurs du port douanier et intérieur de Mayence, inauguré en 2011, dispose d'une superficie de 8 hectares pouvant accueillir 10 300 EVP, d'un volume de transbordement de 1,3 million de tonnes et est utilisé par 2200 navires par an. D'autres ports intérieurs importants sont situés à Andernach (débit annuel supérieur à 2,8 millions de tonnes), Germersheim, Worms, Bendorf, Coblence, Wörth am Rhein et Trier.

## Culture
La Maison de Rhénanie-Palatinat (de) située rue Chabot Charny à Dijon fait office de consulat et de centre culturel franco-allemand. C’est une organisation du Land de Rhénanie-Palatinat destinée renforcer l’amitié franco-allemande et à promouvoir la coopération entre la Bourgogne-Franche-Comté et la Rhénanie-Palatinat et entre la France et l’Allemagne. Il existe aussi une Maison de Bourgogne à Mayence.

### Musées et monuments
- Châteaux forts de Hambach, de Trifels, de Thurant et de Kaiserslautern
- Musée rhénan de Trèves
- Palais impérial d'Ingelheim
- à Mayence :
  - Musée régional de Rhénanie-Palatinat
  - Musée Gutenberg (Mayence)
  - Musée épiscopal de la Cathédrale et du Diocèse de Mayence
  - Musée d'histoire de la ville Mayence
  - Kunsthalle de Mayence
  - Sanctuaire d'Isis et de Mater Magna
  - Musée central romain-germanique

### Liste du patrimoine mondial en Rhénanie-Palatinat
- 1981 - la cathédrale de Spire (168), l'une des trois cathédrales impériales
- 1986 - les monuments romains de Trèves : Porta Nigra, amphithéâtre, cathédrale Saint-Pierre et église Notre-Dame
- 2002 - la vallée du Haut-Rhin moyen
- 2005 - le Limes de Germanie en Allemagne, fortifications sur 550 km du Rhin au Danube, comparable au mur d'Hadrien

### Personnalités
- Hildegarde de Bingen, sainte, médecin, biologiste et compositrice de musique
- Ernst Bloch, philosophe
- Clemens Brentano, écrivain
- Jakob Steffan, homme de politique
- Valéry Giscard d'Estaing, né à Coblence, citoyen d’honneur de Coblence, docteur d’honneur de l’université de Mayence.
- Joseph Görres, journaliste
- Johannes Gutenberg, inventeur de l’imprimerie
- Le baron d’Holbach
- Helmut Kohl, chancelier
- Baudouin de Luxembourg, évêque de Trèves
- Karl Marx, économiste, philosophe et journaliste
- Nicolas de Cues, évêque et ami du pape Pie II
- Nikolaus Otto, co-inventeur du moteur à combustion interne
- Carl Zuckmayer, écrivain
- Erik Durm, footballeur allemand

### Littérature
- Kreuz - Rad - Löwe. Rheinland-Pfalz und seine Geschichte ; Verlag Philipp von Zabern, Mainz 2012
  - Band 1 (Von den Anfängen der Erdgeschichte bis zum Ende des Alten Reiches) :  (ISBN 9783805345101)
  - Bände 2 (Vom ausgehenden 18. Jahrhundert bis ins 21. Jahrhundert) und 3 (Historische Statistik) :  (ISBN 9783805342919)